# ABC (язык программирования)
ABC — императивный, процедурный, структурный высокоуровневый язык программирования общего назначения, а также интегрированная среда разработки, разработанные в Центре математики и информатики в Нидерландах в 1987 году.
Задумывался для использования в целях, аналогичных применению Бейсика, Паскаля и AWK — как язык для изучения программирования и использования непрограммистами в повседневной работе; не предназначался для системного программирования.
Поддерживает парадигму разработки программы сверху вниз. В языке вводится только пять базовых типов данных, не требующих предварительной декларации. Типы данных обеспечивают бесконечную арифметическую точность, неограниченные размеры строк и списков, а также другие возможности, упрощающие работу новичков. Программы на ABC не могут получить прямого доступа к файловой системе или функциям операционной системы. По утверждениям создателей программы на ABC в четыре раза меньше эквивалентных программ на Си или Паскале, при этом лучше читаемы.
Оригинальная IDE ABC включает редактор, интерпретатор и компилятор, доступные для Unix, Linux, DOS, Windows, Atari и Macintosh.
Заявляется также поддержка разработки на ABC в интегрированной среде разработки Geany.
Основные разработчики — Ламберт Мертенс и Стивен Пембертон, среди участников группы разработки — будущий создатель Python Гвидо ван Россум, многие решения из ABC впоследствии нашли отражение в Python (в том числе реализации списков, строк, правило отступов).
Программа, возвращающая список слов в документе:
```
PUT
 
{}
 
IN
 
collection

FOR
 
line
 
IN
 
document
:

  
FOR
 
word
 
IN
 
split
 
line
:

    
IF
 
word
 
not
.
in
 
collection
:

      
INSERT
 
word
 
IN
 
collection

RETURN
 
collection

```